# Sylvain Brébart
Sylvain Brébart (* 18. August 1886 in Belgien; † 18. Februar 1943 in Anderlecht) war ein belgischer Fußballspieler auf der Position eines Stürmers.

## Laufbahn
Brébart spielte als Stürmer für den Molenbeek und Anderlecht.
Er erzielte für Belgien in 12 Länderspiele 8 Tore. Beim 6:2-Sieg in einem Freundschaftsspiel gegen Deutschland am 23. November 1913 gelangen ihm 3 Tore.

## Erfolge
- Torschützenkönig der belgischen Fußballmeisterschaft 1912/13
- Belgischer Meister 1911/12 und 1913/14